# Alfonso Castaldo

Kardinalswappen von Alfonso Castaldo

Alfonso Kardinal Castaldo (* 6. November 1890 in Casoria, Provinz Neapel, Italien; † 3. März 1966 in Neapel) war ein italienischer Priester. Er war Erzbischof von Neapel.

## Leben
Alfonso Castaldo studierte in Neapel die Fächer Philosophie und Katholische Theologie. Am 8. Juni 1913 empfing er das Sakrament der Priesterweihe. In den Jahren 1914 bis 1918 nahm er als Militärkaplan am Ersten Weltkrieg teil. Anschließend arbeitete er bis 1934 in verschiedenen Gemeinden des Erzbistums Neapel. 
1934 ernannte ihn Papst Pius XI. zum Bischof von Pozzuoli. Die Bischofsweihe empfing Alfonso Castaldo durch Kardinal Alessio Ascalesi, den Erzbischof von Neapel. 1949 verlieh ihm Papst Pius XII. den Titel eines Assistenten am Päpstlichen Thron, 1950 ernannte er Alfonso Castaldo zum Koadjutorerzbischof des Erzbistums Neapel und zum Titularerzbischof von Thessalonica. Am 7. Februar 1958 übernahm Alfonso Castaldo die Leitung des Erzbistums Neapel. Am 15. Dezember desselben Jahres nahm ihn Papst Johannes XXIII. als Kardinalpriester mit der Titelkirche San Callisto in das Kardinalskollegium auf. Er nahm am Zweiten Vatikanischen Konzil zwischen 1962 und 1965 sowie am Konklave des Jahres 1963 teil. 
Alfonso Castaldo starb am 3. März 1966 in Neapel und wurde in der dortigen Kathedrale beigesetzt.

## Ehrungen
- 1963: Großkreuz des Verdienstordens der Italienischen Republik